# ランガ・ラマヌジャン
T・D・ランガ・ラマヌジャン  (Tata Desika Ranga Ramanujan、1921年5月27日 - 2013年10月14日)は、インドの男子卓球選手。マドラス管区ガンダラコッタイ生まれ、アーンドラ・プラデーシュ州ハイデラバードにて没。

## 経歴
ランガ・ラマヌジャンはマドラス管区サウス・アルコット県のA. T. Desikachariの息子として生まれ、ジャーナリストとしての教育を受けた。
約40年間、インド卓球協会の会長を務めた。また、国際卓球連盟(ITTF)でも公職につき、当初は副会長として、1999年からは会長諮問委員会のメンバーを務めた。
1969年にコモンウェルス卓球連盟を設立し、2000年からは名誉会長を務めた。 1972年にはアジア卓球連合の創設者の一人となり、一時会長を務めた。
既婚者であり、2人の息子と3人の娘がいた。